# Le djassa a pris feu
Pour plus de détails, voir Fiche technique et Distribution.
Le djassa a pris feu est un film d’action réalisé par Lonesome Solo, tourné par des acteurs amateurs issus des quartiers pauvres d’Abidjan, jouant pratiquement leurs propres rôles.
Lonesome Solo, de son vrai nom Bamba Mohamed Souleymane, est originaire du Nord de la Côte d'Ivoire Odienné (Banankoro). Passionné du cinéma après ces études, il s'inscrit dans une des écoles de cinéma canadien en ligne CINECOURS école de télévision et de cinéma ; il obtient son diplôme de réalisateur. Et depuis 2010, Lonesome travaille dans le cadre du cinéma, il travaille avec des réalisateurs burkinabé, nigérien, marocain et français.

## Synopsis
Tony et sa sœur sont confiés à leur grand frère policier. Lésés par leur mère qui a tout misé sur l’aîné de ses trois enfants, les deux derniers essaient de s’en sortir tant bien que mal. La relation houleuse entre les deux frères après le décès de leurs parents n’arrange pas la situation, qui se dégrade rapidement. 
Tony devient alors « Dabagaou », un gangster dans le « djassa » (qui signifie ghetto). Les deux frères vont se livrer une course poursuite tragique sans savoir qu’ils ont affaire l’un à l’autre. 

## Fiche technique
- Titre : Le djassa a pris feu
- Réalisateur : Lonesome Solo
- Producteur : Philippe Lacôte
- Langue : nouchi (argot ivoirien) sous-titré en français
- Format : Vidéo
- Genre : action, policier, drame
- Durée : 70 minutes
- Date de réalisation : 2012